# Флаг Тынды
Флаг муниципального образования город Ты́нда Амурской области Российской Федерации — опознавательно-правовой знак, служащий официальным символом муниципального образования.
Ныне действующий флаг утверждён 26 января 2006 года и внесён в Государственный геральдический регистр Российской Федерации с присвоением регистрационного номера 2271.
Флаг разработан на основе герба города Тынды и отражает исторические, культурные, социально-экономические, национальные и иные местные традиции.

## Упразднённый флаг
Первый флаг города Тынды был утверждён 27 июня 2005 года решением Муниципального совета города Тынды № 267.

### Описание
Флаг города Тынды представляет собой прямоугольное полотнище с соотношением сторон 2:3, разделённое по горизонтали на 4 полосы: белая (2/3 ширины флага), зелёная (1/12 ширины флага), серебро (белая) (1/12 ширины флага), синяя (1/6 ширины флага).
На верхней полосе со сдвигом к древку воспроизведён центральный фрагмент щитовой эмблемы города Тынды — ключ, имеющий в основании эмблему МПС (цвет серо-стальной) и надпись «БАМ» (цвет красный). Пропорция фрагмента по высоте 1/2 ширины флага.

### Обоснование символики
В цветовой палитре флага города Тынды использованы основные цвета щитовой эмблемы города:
- белый (серебро) — символ чистоты, мудрости, мира, благородства и взаимосотрудничества — символизирует чистоту и снега северного края и белую архитектуру города Тынды;
- зелёный — символ изобилия, надежды, радости и здоровья — символизирует природные богатства;
- синий — символ постоянства и преданности, правосудия и совершенства, добродетели и чести — символизирует реку Тынду, давшую название городу.

## Действующий флаг
26 января 2006 года, решением Тындинской городской Думы № 23, решение от 27 июня 2005 года № 267 было признано утратившим силу и был утверждён новый, ныне действующий, флаг города Тында.

### Описание
Флаг города Тынды представляет собой прямоугольное полотнище с отношением ширины к длине 2:3, разделённое крестообразно на четыре не равные части (вертикальная линия деления отстоит от древка на 1/4 длины полотнища): две белые (вверху у древка и внизу у свободного края) и две зелёные. Поверх линий пересечения — жёлтый ключ кольцом вверх, заканчивающийся внизу крылатым колесом.

6 декабря 2011 года, решением Тындинской городской Думы № 396, решение от 26 января 2006 года № 23 было признано утратившим силу и утверждено Положение о флаге в новой редакции. Данным Положением, среди прочего, было утверждено новое описание флага города Тынды:

Флаг города Тынды представляет собой прямоугольное полотнище с отношением ширины к длине 2:3, разделённое крестообразно на четыре неравные части: две белые (вверху у древка и внизу у свободного края) и две зелёные. Посередине полотнища жёлтый ключ кольцом вверх, заканчивающийся внизу крылатым колесом.

Рисунок флага изменений не претерпел.

### Обоснование символики
Город Тында был основан как один из опорных пунктов строительства Байкало-Амурской магистрали. Сегодня здесь проходит автотрасса «Лена», располагаются участок Дальневосточной железной дороги и аэропорт. Поэтому Тында — крупный транспортный узел. Об этом говорит изображение на флаге ключа. Бородка ключа сделана в виде крылатого колеса — традиционной железнодорожной эмблемы.
Мотив окружающей природы на флаге подчёркивается использованием зелёного цвета — символа природы, здоровья, жизненной энергии и белого цвета (серебра) — символа чистоты, совершенства, мира и взаимопонимания.
Жёлтый цвет (золото) — символ богатства, уважения, стабильности, интеллекта; в гербе города также символизирует золотоносный шельф реки Тынды.
Таким образом, флаг Тынды языком символов и аллегорий отражает исторические, природные и экономические особенности города.